# آدونیس
اَدونیس (Ἄδωνις)، در اسطوره‌های یونان، نماد طبیعت و تجدید حیات سالانهٔ آن است.
پسر کینوراس از دخترش مورها بود. وی جوانی زیبارو و معشوق آفرودیته بود. آرس که به آدونیس حسد می‌برد، به صورت گراز آمد و او را کشت. از خون آدونیس گل شقایق می‌روید و آفرودیته به غم می‌افتد. آفرودیته از پرسفونه خواست تا اجازه دهد آدونیس هر سال، چهار ماه در بهار زنده شود و به زمین بازگردد و از این‌رو آدونیس نماد تجدید حیات طبیعت است.